# 美少年
美少年（びしょうねん）は、一般的に未成年で容姿が可憐またはかっこいい少年・男児を指す。成人の場合は美男が一般的に呼称される。

## 語句定義
美少年は、漢語あるいは日本語の単語である。広義では美少女も「美少年」であり、広辞苑に美少年は載っているが美少女は載っていなかった。しかし第六版で美少女の単語が収録された。また、「美人」も男性を指す場合がある。(少女という単語自体は飛鳥時代から存在している。)
もともとは文学上の修辞語で、古くは中国唐代の詩人杜甫の詩「飲中八仙歌」の一節「宗之瀟灑美少年 宗之（そうし）は瀟灑（しょうしゃ）たる美少年」に現れている。
肌のつやつやした様子を強調して「紅顔の美少年」という形容が使われることもある。

## 日本の美少年（美青年）

### 中世
- 平維盛
- 梅若丸(隅田川物等)
- 戦国三大美少年；名古屋山三郎、不破万作、浅香庄次郎
- 戦国美少年四天王；名古屋山三郎、不破万作、浅香庄次郎、井伊直政
- 上杉景虎 - 『野史』に「幼にして、姿儀　尤も美なり」と記されている[注 1]。
- 森成利（通称：森蘭丸）
- 天草四郎
- 島津豊久

### 現代
現代においては日本以外でも特にアメリカでは「bishonen」という言葉は美形の男性を指す。また、必ずしも年少である必要はなく、美形の男性なら年配でも「bishonen」と呼ばれる。

## 美少年を扱った創造作品
- 彫刻 『ヘルマフロディーテ』 - ルーブル美術館に所蔵。美少年（のち両性具有）の神像。
- 彫刻 『ダビデ像（伊: David di Michelangelo）』 - ミケランジェロが1504年に公開した彫刻作品。フィレンツェのアカデミア美術館に収蔵。
- 漫画・アニメ 『パタリロ!』（原作：魔夜峰央） - ギャグ漫画ではあるが、作中にはマライヒはじめ多くの美少年（ビョルン・ザカーリなど）・美青年（クリスチャンなど）が登場する。彼らは髪を女のように長く伸ばし（ビョルンは、ルージュなど化粧も施している）、ホットパンツ（たまにミニスカート[注 2]）や体にフィットした細身のパンツに合わせて、ヒールのあるピカピカのロングブーツ（女物の長靴[注 3]やハイヒール、ミュールも）を履いたりするので[注 4]、女性のように見える事が多い。魔夜作品では、『ラシャーヌ!』や、日本が舞台の『翔んで埼玉』などにも美少年が多く描かれている。そのものズバリの表題『美少年的大狂言』という作品もある。
- 漫画 『美少年倶楽部の秘密』（原作：かまぼこRED）[2]
- 小説 『真夜中の天使』（原作：栗本薫） - 美少年・今西良が、その美貌を武器に、芸能界でトップを目指していく物語[注 5]。シリーズは『翼あるもの』、『朝日のあたる家』と続く。栗本には、『美少年学入門』のような美少年を論じた評論・エッセイ作品（中島梓名義）もある。
- 小説 『美少年探偵団』（原作：西尾維新） - 『美少年探偵団 きみだけに光かがやく暗黒星』から始まる青春ミステリーのシリーズ。メンバーそれぞれが「美脚」「美声」「美学」「美術」「美食」と、団則の一条「美しくあること」の要素が異なる[注 6]。『ARIA』2016年6月号より、「美少年探偵団」のタイトルで漫画版が連載されている。作画は小田すずか。
- 映画・小説『ベニスに死す』（原作：トマス・マン／監督ルキノ・ヴィスコンティ）1971年 - ビョルン・アンドレセン演じる美少年タジオの、セーラー服からノースリーブやワンピースの水着にいたるまで、中性的なファッションが印象に残る作品。
- 映画『薔薇の葬列』（脚本・監督 松本俊夫）1969年 - 松本の劇場用長編第1作であり、ピーター（池畑慎之介）のデビュー作でもある。（DVD：ユーレカ、2006年）
- ピエール・エ・ジル　美少年等､耽美な写真作品を手掛けるフランス人カメラマンカップル。